# 835년

## 연호
- 당(唐) 대화(大和) 9년
- 일본(日本) 조와(承和) 2년

## 기년
- 당(唐) 문종(文宗) 9년
- 신라(新羅) 흥덕왕(興德王) 10년
- 발해(渤海) 대이진(大彝震) 6년

## 사건
- 봄 2월, 아찬 김균정(金均貞)을 상대등으로 삼았다. 시중 우징이, 그의 아버지 균정이 재상으로 조정에 들어갔기 때문에 사직할 것을 요청하였으므로, 대아찬 김명(金明)을 시중으로 삼았다. 김유신(金庾信)을 추봉(追封)하여 흥무왕(興武王)이라 하였다.

## 탄생
- 프랑크의 루트비히 3세